# Titus Andronicus

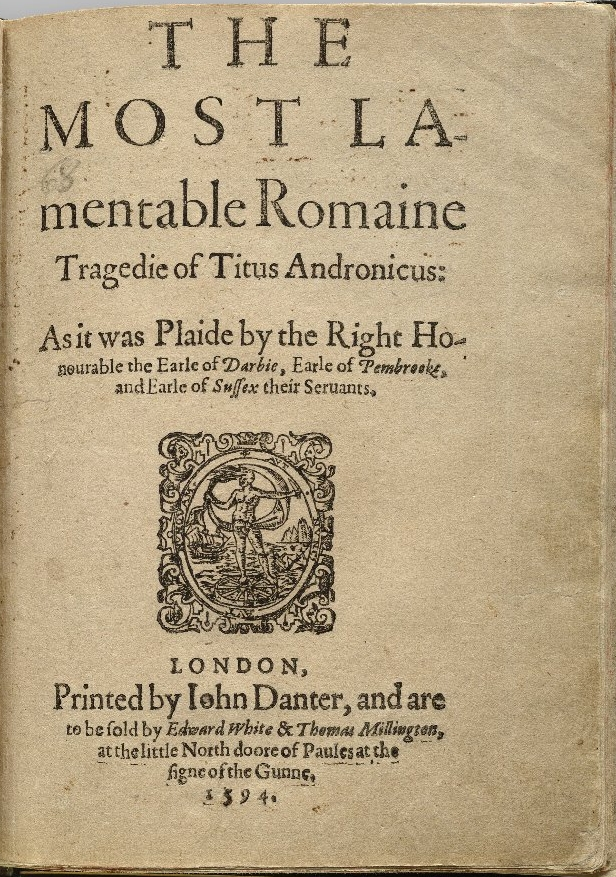
Titelsida för första utgåvan av pjäsen (1594)

Titus Andronicus (originaltitel Titus Andronicus) är en tragedi av William Shakespeare. Tillsammans med Antonius och Cleopatra, Coriolanus och Julius Caesar brukar den räknas till Shakespeares romarpjäser. Titus Andronicus är, till skillnad från de andra pjäserna, inte baserad på historiska händelser och personer.
Det är osäkert när pjäsen skrevs, vissa vill datera den till 1591/1592 och andra till 1593/1594 då man vet att den spelades. Pjäsen har inga bestämda källor men är inspirerad av Seneca den yngres skräcktragedier. Pjäsen skildrar kampen om kejsarmakten och hur den principfaste Titus dras in i en virvel av mer och mer destruktiva handlingar. Titus Andronicus har ofta kritiserats hårt och en återkommande ståndpunkt har varit att Shakespeare inte kan ha skrivit den. Peter Brooks uppsättning 1955 innebar en vändpunkt och därefter har pjäsen omvärderats och den har kommit att ses som en föregångare till de mogna tragedierna.

## Tillkomsthistoria

### Datering
Det råder oenighet kring dateringen av Titus Andronicus. Teaterdirektören Philip Henslowe rapporterar i sitt diarium att pjäsen som han kallar titus & andronicus spelades av Sussex's Men på the Rose theatre 22 januari 1594. Pjäsen registrerades hos boktryckarskrået (the Stationers Company) 6 februari samma år, bara några dagar efter att Roseteatern stängdes på grund av pestepidemin. Några forskare tycker sig ha funnit språkliga likheter med  de anonyma pjäserna The Troublesome Reign of King John tryckt 1591, A Knack to Know a Knave spelad 10 juni 1592 och Titus an Vespacia spelad 11 april 1592. Andra stilistiska studier anses dock ha vederlagt dessa teorier och vill förlägga tillkomsten till senare. De som argumenterar för en tidigare datering brukar anföra att Shakespeare samarbetat med George Peele. De som å andra sidan vill datera pjäsen till mellan sent 1593 och tidigt 1594 förutsätter dock att pjäsen är Shakespeares eget verk.

### Pjäsens källor
Det finns ingen specifik källa till Titus Andronicus, men Shakespeare har varit inspirerad av Seneca den yngres skräcktragedier. Även Thomas Kyd skrev pjäser i samma stil. Namnen tycks vara hämtade från berättelsen om Scipio Africanus i Plutarchos Jämförande levnadsteckningar (Bíoi parálleloi). Flera av Titus särdrag återfinns i samma källa. Lavinia har likheter med Philomela i Ovidius Metamorfoser. Motivet med Demetrius och Chiron vars blod serveras som måltid åt deras mor har likheter med Senecas pjäs Thyestes. Aarons och Tamoras lustfyllda möte i grottan är en återspegling av Vergilius skildring av Dido och Aeneas. Demetrius och Chirons våldtäkt på Lavinia kan ses som en parodi på Aeneas uppvaktning av hennes namne. En annan källa är Titus Livius romerska historia. Det anses inte vara någon slump att hjälten delar tillnamn med den förste romerske tragediförfattaren Livius Andronicus.

### Tryckningar och text
Titus Andronicus var den första av Shakespeares pjäser som trycktes. Den första kvartoupplagan 1594 anses bygga på Shakespeares eget originalmanus. Upplagan publicerades av Edward White och Thomas Millington och trycktes av John Denter. Versionen saknar scenanvisningar och är inkonsekvent i adresseringen av replikerna. Nya kvartoupplagor följde år 1600 och 1611. Ingen av dessa tre upplagor anger någon författare. Därefter trycktes pjäsen på nytt 1623 i First Folio, den första samlingen av nästan alla Shakespeares pjäser (37 av dem, två saknas) som sammanställdes av Shakespeares skådespelarkollegor John Heminges och Henry Condell och publicerades av Edward Blount och Isaac Jaggard. Folioupplagan tros grunda sig på en sufflörs exemplar och innehåller en tidigare saknad scen i akt 3.
Det enda fullständigt bevarade exemplaret av 1594 års kvarto hittades 1904 i Skåne och införskaffades av Folger Library i Washington D.C..

## Handling

### Rollfigurer
Efter Allan Bergstrand.
| - Saturninus, son till den framlidne kesaren av Rom; sedermera kejsare. - Bassianus, bror till Saturninus, Lavinias älskare. - Titus Andronicus, en romersk ädling, högste befälhavare i kriget mot goterna. - Marcus Andronicus, folktribun och bror till Titus. - Söner till Titus Andronicus: - Lucius - Quintus - Martius - Mutius - Unge Lucius, son till Lucius. - Publius, son till Marcus Andronicus. | - Släktingar till Titus: - Sampronius - Caius - Aemilius, en romersk ädling. - Söner till Tamora: - Alarbus - Demetrius - Chiron - Aaron, en mohr, Tamoras älskare. - Tamora, goternas drottning. - Lavinia, dotter till Titus. - En barnsköterska och ett svart barn. - En bonde, en budbärare, släktingar till Titus, senatorer, folktribuner, centurioner,soldater och uppvaktande. |

### Resumé
Pjäsen handlar om (och är namngiven efter) en fiktiv romersk general och dennes våldsamma hämndaktioner mot sin fiende Tamora, goternas drottning.
Saturninus och Bassianus grälar om vem som skall efterträda deras far som kejsare. Marcus Andronicus annonserar att det istället är hans bror, krigsherren Titus som skall bli kejsare. Titus återvänder i triumf från kriget mot goterna. Med sig har han deras drottning Tamora, hennes tre söner och moren Aaron som krigsfångar. Titus offrar en av Tamoras söner och hon svär att hämnas.
Titus avsvär sig kronan och utser istället Saturninus till kejsare samtidigt som han lovar honom sin dotter Lavinia, som dock är trolovad med Bassanius. Titus söner hävdar att det är Bassanius som rättmätigen skall äkta Lavinia. Ett gräl utbryter under vilket Titus råkar döda en av sina söner. Saturnius fördömer hans familj och bestämmer sig för att gifta sig med Tamora. Hon förmår Saturnius att benåda Bassanius och familjen Andronicus.
Efter en kunglig jakt nästföljande dag dödas Bassanius av Tamoras återstående båda söner, Demetrius och Chiron, och de våldtar Lavinia. För att hon inte skall kunna skvallra skär de av hennes tunga och dessutom hennes båda armar. Med ett falskt brev ger de skulden till Titus söner Martius och Quintus som Saturnius dömer till döden.
Moren Aaron ljuger för Titus, och säger att om han hugger av sin vänstra hand och skickar den till Saturnius så kommer hans söner att skonas. Titus tror honom, och följer instruktionerna. Men Saturnius skickar istället Martius och Quintus avhuggna huvuden tillsammans med den avhuggna handen till Titus. För att hämnas sänder denne sin återstående son, Lucius, till goterna för att uppamma en armé.
Tamora föder i hemlighet sin oäkta son som hon fått med moren Aaron. Denne flyr tillsammans med spädbarnet men tillfångatas av Lucius som hotar att hänga sonen. För att skona sin son avslöjar Aaron Tamoras hämndplaner.
Lavinia har lyckats skriva sina förövares namn i sanden med en pinne i munnen. Tamora klär tillsammans med våldtäktsmännen Demetrius och Chiron ut sig till Hämnd, Mord och Våldtäkt. Förklädda uppsöker de Titus som börjat uppträda som galen. Tamora lurar i Titus att hon kan hjälpa honom att hämnas om han sänder bud till Lucius att blåsa av anfallet mot Rom. Hämnd (Tamora) säger att han borde bjuda in kejsaren Saturnius och Tamora till en fest. När hon ger sig av skär Titus halsen av Demetrius och Chiron.
På festen frågar Titus kejsar Saturnius om en man borde döda sin dotter ifall hon blivit våldtagen. Det tycker Saturnius och Titus dödar sin dotter Lavinia och berättar om våldtäkten. Saturnius undrar var Demetrius och Chiron är och Titus avslöjar att deras blod bakats in i pajen som Tamora just ätit av. Titus dödar därpå Tamora och dödas själv av Saturnius som i sin tur dödas av Lucius. Lucius utnämns då till ny kejsare. Han ger Saturnius en statsbegravning och begraver Aaron upp till skuldrorna och lämnar honom att svälta till döds.

## Analys

### Teman och motiv
Titus Andronicus är ett hämnddrama där godhet och ondska, romerskt och gotiskt, civilisation och barbari, den ordnade staden och vildmarken ställs mot varandra och problematiseras på ett systematiskt vis.  Resultatet av den obevekliga dekonstruktionen av romerska värden är att Titus blir strandsatt i en mardröm där Lavinias skändade kropp blir en karta över kvalen och hennes stumma förtvivlan blir ett nytt alfabet. Ett tema är behovet av nåd och förbarmande, ett annat är utforskandet av gränsområdet mellan förnuft och vansinne och ett tredje tema är återställande av god ordning och normala förhållanden efter en omvälvning. Pjäsen är Shakespeares första försök att skildra klassiska hjältar vars ideal och strävanden förgör dem själva och omgivningen. Titus  följer strikta moralkoder, men detta hindrar inte hans destruktiva sidor. Han är stelbent trogen mot den romerska politiska traditionens mest hierarkiska och konservativa sidor, men hans ambitioner slutar alla med döden. Pjäsens motsatta värden undermineras systematiskt, till den punkt där de kollapsar mot varandra. Roms självdestruktivitet blir dess självförvållade fördärv. Pjäsen har tolkats som en satir över styret under Tudoreran. När Titus av barmhärtighet mördar sin stympade dotter blir han till slut en av Shakespeares tragiska hjältar i detta gruvliga hämnddrama. Den ondskefulle moren Aaron är å sin sida en av Shakespeares självmedvetet diaboliska figurer.

### Stildrag
Pjäsens tematiska motsatser motsvaras av formen där den högtravande deklamationen ställs mot handlingens våldsamhet. Första akten som tidigare ansetts som ovärdig Shakespeare har omvärderats och ses nu som ett av författarens djärvaste experiment med den elisabetanska scenens alla möjligheter. Speciellt imponerande är användandet av den övre scenen där de mäktiga i senaten oavbrutet kan se ner på de maktlösa som bekämpar varandra på förscenen. Lika uppfinningsrikt utnyttjar han scengolvets fallucka som får bli entré till gravkammaren i akt ett och som sedan får bli den fatala gropen i akt två. Stilen är högtravande deklamatorisk i Senecas anda. Versen är beströdd med latinska citat, särskilt från Horatius, och det finns gott om hänsyftningar till klassiska källor, i synnerhet Ovidius Metamorfoser.

### Kritik
Långt in på 1900-talet har kritikhistorien präglats av frågan om författarskapet. Kyrkomannen Francis Meres räknar upp Titus Andronicus bland elva andra Shakespearepjäser i verket Palladis  Tamia 1598, men det korrekta i denna notering har kontinuerligt ifrågasatts. Dramatikern Edward Ravenscroft (1654-1707) menade att viss förtrogenhet med scenens krav tydde på att Shakespeare lagt sin hand på ett par partier eller rollfigurer i en pjäs som förmodligen var skriven av en anonym författare. Ravenscroft beskrev för övrigt pjäsen som en ankommen och osmält pjäs som snarare var en hög med skräp än en medveten struktur. Det är dock troligt att Ravenscrofts invändningar var ägnade att legitimera hans egen adaptation från 1678, kallad Titus Andronicus; or, The Rape of Lavinia, som till och med var blodigare än originalet. Kritikern och pjäsförfattaren Charles Gildon anslöt sig till Ravenscrofts synpunkter och uttryckte sin motvilja gentemot pjäsen och han trodde inte att den var av Shakespeares hand. Under resten av 1700-talet upprepades samma mönster. Kritikern Edward Capell framförde dock tesen att Titus Andronicus kunde vara en tidig Shakespearepjäs inspirerad av 1580-talets vurm för blodiga hämndtragedier. Shakespeareredaktören Edmond Malone ville tillskriva pjäsen Christopher Marlowe, Shakespeares främste rival under början av karriären. Inte förrän vid mitten av 1900-talet började kritiker överge uppfattningen att någon annan skrivit Titus Andronicus och istället uppvärdera pjäsens inneboende kvaliteter. En milstolpe var Peter Brooks uppsättning i Stratford-upon-Avon 1955 i vars efterföljd en serie uppskattande essäer kom till. I samtiden har pjäsen fått positiv uppmärksamhet för sin behandling av genus, sexualitet och härkomst. Pjäsen har också börjat ses som en föregångare till de mogna tragedierna.

## Översättningar till svenska
Titus Andronicus finns i fyra tryckta översättningar till svenska. 1849 kom Carl August Hagbergs översättning som ingick i Shakspere's dramatiska arbeten. Bd 8. Per Hallströms översättning 1923 ingick i Shakespeares dramatiska arbeten. Sorgespel, Bd 1. 1962 trycktes Åke Ohlmarks översättning i samlingsbandet Tragedier. Allan Bergstrands översättning gavs ut 1977.

## Uppsättningar

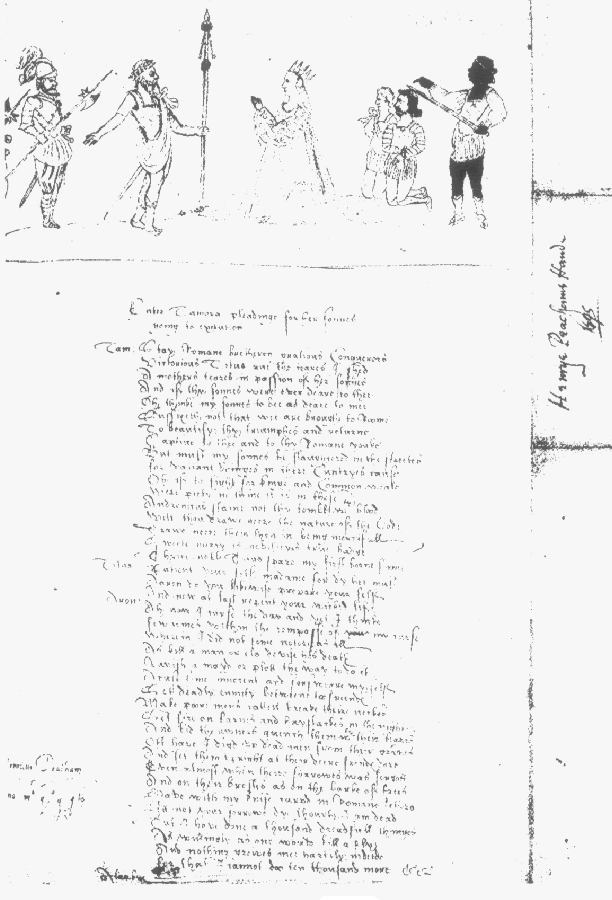
Den enda samtidiga avbildningen av en Shakespearepjäs föreställer en scen i Titus Andronicus.

Titelbladet till den första kvarton anger att pjäsen vid det laget (1594) spelats av Sussex's Men, Lord Strange's Men och Pembroke's Men. Kvartoupplagan år 1600 anger att pjäsen spelats av Lord Chamberlain's Men och upplagan år 1611 anger att pjäsen spelats av The King's Men. Pjäsen var populär under Shakespeares livstid och spelades även efter restaurationen som John Downes rapporterade i Roscius Anglicanus 1708. Därefter har pjäsen spelats sällan.
Under 1800-talet spelades moren Aaron av den svarte amerikanske skådespelaren Ira Aldridge som förvandlade skurken till en värdig karaktär. Den första uppsättningen under 1900-talet var Robert Atkins på Old Vic i London 1923. Delar av publiken svimmade av det explicita våldet på scenen. En berömd uppsättning är Peter Brooks på Shakespeare Memorial Theatre i Stratford-upon-Avon 1955 med stiliserat våld. Titus Andronicus spelades av Laurence Olivier och Lavinia av Vivien Leigh. Uppsättningen blev startskottet för en nyvunnen popularitet. Det förutspåddes att Peter Brook skulle misslyckas och att det skulle kunna bli slutet på hans karriär, istället blev det en succé. Han lyckades levandegöra det tragiska i pjäsen och hitta en fördjupning bortom den våldsamma ytan. 1985 satte Deborah Warner upp en brutalt realistisk Titus Andronicus på the Swan Theatre i Stratford.
I modern tid har de båda tyska dramatikerna Heiner Müller och Botho Strauss gjort var sin adaption som haft internationella framgångar. Heiner Müllers Anatomie Titus Fall of Rome hade premiär 1984 i Bochum i Nordrhein-Westfalen. Bothos Strauss Viol gavs ut 2004.

### Uppsättningar i Sverige
- 1971 Pistolteatern, Stockholm, regi Claes Lundberg
- 1997 Teatrul National de Craiova på Stockholms stadsteater, regi Silviu Purcărete
- 2002 Moment:teater, Stockholm, regi Andreas Boonstra

## Filmatiseringar
Från 1970-talet och framåt har Titus Andronicus filmats påfallande ofta.
- 1970 Titus Andronicus, regi Jukka Sipilä (TV, Finland)
- 1985 Titus Andronicus, regi Jane Howell (TV, Storbritannien)
- 1997 Titus Andronicus: The Movie, regi Lorn Richey (video)
- 1999 Titus, regi Julie Taymor, med Anthony Hopkins, Jessica Lange & Jonathan Rhys Meyers
- 1999 Titus Andronicus, regi Christopher Dunne
- 2000 Titus Andronicus, regi Richard Griffin